# NGC 2149
NGC 2149 (również VDB 66) – mgławica refleksyjna znajdująca się w gwiazdozbiorze Jednorożca. Odkrył ją Édouard Stephan 17 stycznia 1877 roku.